# Uncharted: Lucha por el Tesoro
Uncharted: Lucha por el Tesoro es un videojuego de cartas basado en la serie Uncharted perteneciente al género de estrategia por turnos. Fue publicado el 4 de diciembre del 2012. El juego enfrenta a dos jugadores uno contra el otro, representados por personajes de la serie. Los jugadores usan sus barajas de cartas para derrotar al bando contrario. El juego se puede conectar con Uncharted: El abismo de oro, ganando el jugador nuevas tarjetas basadas en su progresión en la campaña y los trofeos que han ganado. Las cartas en el juego principal provienen de Uncharted: El tesoro de Drake, Uncharted: El abismo de oro, y la serie de videos Uncharted: El ojo de Indra. Dos paquetes de expansión se pusieron a disposición en la PlayStation Network para agregar tarjetas de Uncharted 2: El reino de los ladrones y Uncharted 3: La traición de Drake.

## Jugabilidad
El juego no tiene una trama, pero los modos de juego para uno o dos jugadores. Si el jugador elige un solo juego que su oponente es controlado por la consola. Multijugador se hace por internet el servicio a través de PlayStation Network. El juego también se incluye la campaña en solitario, llamado "Fortune Hunter". Consiste en una serie de encuentros con personajes del juego Uncharted: El abismo de oro. Cada victoria en este modo se desbloquea una nueva tarjeta, fondo, u otro aditivo.
Inicio del jugador del juego tiene una baraja de cartas. Cada tarjeta es una de las tres categorías de tarjetas: la forma, los recursos o fortuna. El juego tiene lugar en las curvas y se inicia el revestimiento de uno de los personajes que pertenecen a un grupo de héroes, villanos y mercenarios del universo de la serie Uncharted. Cada personaje se le asigna un número de puntos de vida y la fuerza del ataque. El jugador pone la tarjeta en una de las cinco plazas. Si el oponente a su vez no bloqueará la otra entidad es un golpe se da directamente a otro jugador. Sin embargo, si el opositor pondrá la tarjeta bloquear el ataque, las tarjetas están luchando entre sí. Durante la tarjeta de la lucha, los jugadores pueden aumentar sus estadísticas con la ayuda de tarjetas de recursos que se suman los bonos al ataque o la vida. Cualquier mejora debe ser pagado tarjetas fortuna. Durante cada turno, un jugador roba una de las tres tarjetas de consolas emitidos por fortuna.
Tesoros y trofeos ganados en Uncharted: El abismo de oro se lee de los registros de archivo en los juegos de la consola y tener un impacto en la mejora de los trabajos seleccionados en Chasing fortuna.

## Producción
El 7 de noviembre de 2012, la Oficina de Clasificación de Cine y Literatura, que es la máxima organización australiana que se ocupa asignar edades a los juegos hay información sobre la clasificación de Uncharted: Lucha por la fortuna. Concedido su evaluación de G, es decir, sin límite de edad, que hasta ahora no ha sido encontrado entre los juegos de la serie Uncharted. En el mismo día que el juego fue clasificado por el brasileño equivalente de la Oficina de Clasificación de Películas y Literatura. De acuerdo a la información publicada en el sitio web de la organización pueden aprender que el juego se gastará en la consola PlayStation Vita, y se convertirá en un juego de cartas por ordenador.
19 de noviembre de 2012, se anunció oficialmente el juego en el blog Europeo de PlayStation. La Mecánica del juego presentado en el primer tráiler del juego, la fecha para el partido en diciembre de 2012 y los primeros detalles que se muestran. 4 de diciembre de 2012 juega estrenó en los EE. UU. PlayStation Store, y un día después en Europa.

## DLC
12 de diciembre de 2012 año Europa pasó dos adiciones DLC para Uncharted: Lucha por la fortuna :
Paquete de Uncharted 2: Among Thieves - contiene nueva campaña inspirada en los acontecimientos de la segunda parte de la serie, 12 cartas de personaje (Pema, el operador Jeff, Chloe Frazer, Karl Schafer, Tenzin, Harry Flynn, Zorskel, tetra, Dragan, Perforación, guardias y Zoran Lazarevic) que se puede agregar a la fracción de la modalidad de cazadores de fortuna y tarjeta de la biblioteca tarjetas de jugadores adicionales (fracción 13 cartas, 2 tarjetas y 17 tarjetas de los recursos de la fortuna).
Paquete de Uncharted 3: La traición de Drake - contiene nueva campaña inspirada en los acontecimientos de la tercera parte de la serie, 8 cartas de personaje (Charlie Cutter, Victor Sullivan, Salim, Nathan Drake, Ramsés, Chloe Frazer, Katherine Marlowe y Talbot), que puede añadir a modo de fracción de cazadores de fortuna y tarjeta de la biblioteca tarjetas adicionales jugador (7 cartas y 13 cartas de fracción de los recursos).
El mismo día en la tienda de PlayStation también apareció Complete Edition Uncharted: Chasing Fortuna contiene una versión básica del juego y los dos suplementos

## Recepción

### Crítica
Uncharted: Lucha por el Tesoro desde su liberación recibió críticas con comentarios desde mixtos a positivos. El Revisor de Destructoid Chris Carter le dio al juego un 7.5/10, diciendo: "En el centro de ella, la lucha por la fortuna es un juego de gestión de recursos simplificado con elementos de Magic: The Gathering. El juego tiene una puntuación de 67/100 en Metacritic basado en 25 críticas, lo que indica "críticas mixtas o promedio". Colin Moriarty del sitio IGN dijo que a pesar de la inconsistente IA, los problemas de equilibrio, el matchmakingiem y frecuentes mensajes de error, que conectan el juego, ofrece un montón de diversión y puede apelar a los fanes de Magic: The Gathering. Además, según él, para aprender las reglas del juego es simple, y el juego en sí es muy profunda y gratificante. Como características del juego crítico también mencionaron el número de tarjetas, etc. Los trofeos que ganar o desbloquear. La opinión crítica al modo multijugador también expresó Louise Blain del Reino Unido en la Revista Oficial de PlayStation, que escribió que este aspecto del juego es estructurado y jugar con otros jugadores causa muchos problemas. Sin embargo, según él, el juego es una nueva forma de interactuar con la serie de Uncharted, y Doble Studio ha producido un buen spin-off. La rama polaca Crítico de servicio Eurogamer afirmó que es un sólido, largo y bien pensado tarjeta de juego, que es un intermedio perfecto entre sesiones en otros juegos. También tomó nota de la inteligencia artificial muy refinado, que a menudo asegura la victoria con un fuerte de la cintura, en lugar de seguir una decisión lógica dentro de lo planeado.